# ヴォルフ・レペニース
ヴォルフ・レペニース（Wolf Lepenies、1941年1月11日 - ）は、ドイツの歴史社会学者。

## 経歴
1941年、東プロシア（現ポーランド）生まれ。ソ連軍の攻撃にともない移ったコブレンツで育ち、ミュンスター大学で学ぶ。1986年よりベルリン高等学術研究所所長をつとめた。ベルリン自由大学社会学教授、名誉教授。

## 受賞・栄典
- 1983年：アレクサンダー・フォン・フンボルト賞受賞。
- 2006年：ドイツ書籍協会平和賞受賞。

## 研究内容・業績
- 18世紀ヨーロッパの自然学を専門とする。

## 日本語訳
- 『メランコリーと社会』岩田行一,小竹澄栄訳 法政大学出版局 叢書・ウニベルシタス 1987
- 『自然誌の終焉 18世紀と19世紀の諸科学における文化的自明概念の変遷』山村直資訳 法政大学出版局 叢書・ウニベルシタス 1992
- 『十八世紀の文人科学者たち リンネ,ビュフォン,ヴィンケルマン,G.フォルスター,E.ダーウィン』小川さくえ訳 法政大学出版局 叢書・ウニベルシタス 1992
- 『理性の夢 近代における人文・自然・社会科学の危機』大石紀一郎訳 公論社 1992
- 『三つの文化 仏・英・独の比較文化学』松家次朗,吉村健一,森良文訳 法政大学出版局 叢書・ウニベルシタス 2002

### 共著編
- 『人間学批判』ヘルムート・ノルテ共著 小竹澄栄訳 法政大学出版局 叢書・ウニベルシタス 1991
- カール・フォン・リンネ『神罰』ラルス・グスタフソン共編 小川さくえ訳 法政大学出版局 叢書・ウニベルシタス 1995